# Ed Murphy
Ed Murphy (Inchinnan, 6 novembre 1930 – Pompano Beach, 5 dicembre 2005) è stato un calciatore scozzese naturalizzato statunitense, di ruolo attaccante.

## Carriera

### Club
Nato in Scozia ma trasferitosi negli Stati Uniti d'America, passò l'intera carriera giocando per squadre dell'area di Chicago, Illinois, militando nel Chicago Slovak, nel Chicago Maroons e nei Norwegian-Americans.
Nel 1967 viene ingaggiato dai Chicago Mustangs al termine della stagione 1967 per disputare alcuni incontri amichevoli e venne confermato anche per il campionato seguente, raggiungendo il secondo posto della Lakes Division.
Murphy è stato inserito nella National Soccer Hall of Fame nel 1998 e nella USASA Hall of Fame nel 2009.

### Nazionale
Murphy militò nella nazionale di calcio degli Stati Uniti d'America, vestendo la maglia degli The Stars & Stripes in 16 occasioni tra il 1955 ed il 1969.
Con la nazionale olimpica partecipò alla XVI Olimpiade di Melbourne, venendo eliminato con i suoi ai quarti di finale dalla Jugoslavia, mentre nel 1959, sempre con la selezione olimpica, ottenne il terzo posto ai III Giochi panamericani.

## Statistiche

### Cronologia presenze e reti in nazionale
| Cronologia completa delle presenze e delle reti in nazionale ― Stati Uniti | Cronologia completa delle presenze e delle reti in nazionale ― Stati Uniti | Cronologia completa delle presenze e delle reti in nazionale ― Stati Uniti | Cronologia completa delle presenze e delle reti in nazionale ― Stati Uniti | Cronologia completa delle presenze e delle reti in nazionale ― Stati Uniti | Cronologia completa delle presenze e delle reti in nazionale ― Stati Uniti | Cronologia completa delle presenze e delle reti in nazionale ― Stati Uniti | Cronologia completa delle presenze e delle reti in nazionale ― Stati Uniti |
| Data                                                                       | Città                                                                      | In casa                                                                    | Risultato                                                                  | Ospiti                                                                     | Competizione                                                               | Reti                                                                       | Note                                                                       |
| -------------------------------------------------------------------------- | -------------------------------------------------------------------------- | -------------------------------------------------------------------------- | -------------------------------------------------------------------------- | -------------------------------------------------------------------------- | -------------------------------------------------------------------------- | -------------------------------------------------------------------------- | -------------------------------------------------------------------------- |
| 25-8-1955                                                                  | Reykjavík                                                                  | Islanda                                                                    | 3 – 2                                                                      | Stati Uniti                                                                | Amichevole                                                                 | -                                                                          |                                                                            |
| 28-4-1957                                                                  | Long Beach                                                                 | Stati Uniti                                                                | 2 – 7                                                                      | Messico                                                                    | Qual. Mondiali 1958                                                        | 2                                                                          |                                                                            |
| 28-5-1959                                                                  | Los Angeles                                                                | Stati Uniti                                                                | 1 – 8                                                                      | Inghilterra                                                                | Amichevole                                                                 | 1                                                                          |                                                                            |
| 6-11-1960                                                                  | Los Angeles                                                                | Stati Uniti                                                                | 3 – 3                                                                      | Messico                                                                    | Qual. Mondiali 1962                                                        | -                                                                          |                                                                            |
| 13-11-1960                                                                 | Città del Messico                                                          | Messico                                                                    | 3 – 0                                                                      | Stati Uniti                                                                | Qual. Mondiali 1962                                                        | -                                                                          |                                                                            |
| 5-2-1961                                                                   | Bogotà                                                                     | Colombia                                                                   | 2 – 0                                                                      | Stati Uniti                                                                | Amichevole                                                                 | -                                                                          | Ingresso                                                                   |
| 27-5-1964                                                                  | New York                                                                   | Stati Uniti                                                                | 0 – 10                                                                     | Inghilterra                                                                | Amichevole                                                                 | -                                                                          |                                                                            |
| 7-3-1965                                                                   | Los Angeles                                                                | Stati Uniti                                                                | 2 – 2                                                                      | Messico                                                                    | Qual. Mondiali 1966                                                        | -                                                                          |                                                                            |
| 17-3-1965                                                                  | San Pedro Sula                                                             | Honduras                                                                   | 0 – 1                                                                      | Stati Uniti                                                                | Qual. Mondiali 1966                                                        | 1                                                                          |                                                                            |
| 21-3-1965                                                                  | Tegucigalpa                                                                | Stati Uniti                                                                | 1 – 1                                                                      | Honduras                                                                   | Qual. Mondiali 1966                                                        | 1                                                                          |                                                                            |
| 20-10-1968                                                                 | Port-au-Prince                                                             | Haiti                                                                      | 3 – 6                                                                      | Stati Uniti                                                                | Amichevole                                                                 | -                                                                          |                                                                            |
| 27-10-1968                                                                 | Atlanta                                                                    | Stati Uniti                                                                | 1 – 0                                                                      | Canada                                                                     | Qual. Mondiali 1970                                                        | -                                                                          |                                                                            |
| 2-11-1968                                                                  | Kansas City                                                                | Stati Uniti                                                                | 6 – 2                                                                      | Bermuda                                                                    | Qual. Mondiali 1970                                                        | -                                                                          |                                                                            |
| 10-11-1968                                                                 | Hamilton                                                                   | Bermuda                                                                    | 0 – 2                                                                      | Stati Uniti                                                                | Qual. Mondiali 1970                                                        | -                                                                          |                                                                            |
| 20-4-1969                                                                  | Port-au-Prince                                                             | Haiti                                                                      | 2 – 0                                                                      | Stati Uniti                                                                | Qual. Mondiali 1970                                                        | -                                                                          |                                                                            |
| 11-5-1969                                                                  | San Diego                                                                  | Stati Uniti                                                                | 0 – 1                                                                      | Haiti                                                                      | Qual. Mondiali 1970                                                        | -                                                                          |                                                                            |
| Totale                                                                     |                                                                            | Presenze                                                                   | 16                                                                         |                                                                            | Reti                                                                       | 5                                                                          |                                                                            |

### Cronologia presenze e reti nella Nazionale Olimpica
| Cronologia completa delle presenze e delle reti in nazionale ― Stati Uniti Olimpica | Cronologia completa delle presenze e delle reti in nazionale ― Stati Uniti Olimpica | Cronologia completa delle presenze e delle reti in nazionale ― Stati Uniti Olimpica | Cronologia completa delle presenze e delle reti in nazionale ― Stati Uniti Olimpica | Cronologia completa delle presenze e delle reti in nazionale ― Stati Uniti Olimpica | Cronologia completa delle presenze e delle reti in nazionale ― Stati Uniti Olimpica | Cronologia completa delle presenze e delle reti in nazionale ― Stati Uniti Olimpica | Cronologia completa delle presenze e delle reti in nazionale ― Stati Uniti Olimpica |
| Data                                                                                | Città                                                                               | In casa                                                                             | Risultato                                                                           | Ospiti                                                                              | Competizione                                                                        | Reti                                                                                | Note                                                                                |
| ----------------------------------------------------------------------------------- | ----------------------------------------------------------------------------------- | ----------------------------------------------------------------------------------- | ----------------------------------------------------------------------------------- | ----------------------------------------------------------------------------------- | ----------------------------------------------------------------------------------- | ----------------------------------------------------------------------------------- | ----------------------------------------------------------------------------------- |
| 28-8-1959                                                                           | Chicago                                                                             | Stati Uniti olimpica                                                                | 1 – 4                                                                               | Argentina olimpica                                                                  | III Giochi panamericani                                                             | 1                                                                                   |                                                                                     |
| 31-8-1959                                                                           | Chicago                                                                             | Stati Uniti olimpica                                                                | 5 – 3                                                                               | Brasile olimpica                                                                    | III Giochi panamericani                                                             | 2                                                                                   |                                                                                     |
| 5-9-1959                                                                            | Chicago                                                                             | Stati Uniti olimpica                                                                | 4 – 2                                                                               | Messico olimpica                                                                    | III Giochi panamericani                                                             | 2                                                                                   |                                                                                     |
| 20-4-1963                                                                           | San Paolo                                                                           | Cile olimpica                                                                       | 10 – 2                                                                              | Stati Uniti olimpica                                                                | IV Giochi panamericani - Fase finale a gironi                                       | 2                                                                                   |                                                                                     |
| 22-4-1963                                                                           | San Paolo                                                                           | Argentina olimpica                                                                  | 8 – 1                                                                               | Stati Uniti olimpica                                                                | IV Giochi panamericani - Fase finale a gironi                                       | -                                                                                   |                                                                                     |
| 28-4-1963                                                                           | San Paolo                                                                           | Brasile olimpica                                                                    | 10 – 0                                                                              | Stati Uniti olimpica                                                                | IV Giochi panamericani - Fase finale a gironi                                       | -                                                                                   |                                                                                     |
| 2-5-1963                                                                            | San Paolo                                                                           | Stati Uniti olimpica                                                                | 0 – 2                                                                               | Uruguay olimpica                                                                    | IV Giochi panamericani - Fase finale a gironi                                       | -                                                                                   |                                                                                     |
| Totale                                                                              |                                                                                     | Presenze                                                                            | 7                                                                                   |                                                                                     | Reti                                                                                | 7                                                                                   |                                                                                     |